# Енсдорф (футбольний клуб)
Футбольний клуб «Енсдорф» (нім. Fußballclub Ensdorf e.V. 1912) — німецький футбольний клуб із громади Енсдорф у Саарі. Клуб був заснований у 1912 році З перших років існування клуб грав у місцевих регіональних лігах. У 1948 році клуб розпочав виступи в новоствореній Еренлізі Саару, яка стала найвищим футбольним дивізіоном Саару, що в той час перебував під французьким протекторатом, та грав у Еренлізі до її розформування в 1951 році, щоправда високих місць не займав. З 1952 року клуб грає в регіональних лігах Саару. Двічі, в сезонах1976–1977 та 1982—1983 років, клуб грав у Кубку Німеччини.